# Lawangia
Lawangia is een geslacht van kevers uit de familie bladsprietkevers (Scarabaeidae). Het geslacht werd voor het eerst wetenschappelijk beschreven in 1921 door Schenkling.

## Soorten
- Lawangia convexicollis (Kraatz, 1898)